# Claus Scholz (Tischtennisspieler)
Claus Scholz (* 17. September 1948) ist ein deutscher Tischtennisspieler. Er wurde 1970 deutscher Vize-Meister im Doppel.

## Werdegang
Claus Scholz begann seine Karriere beim Meidericher TTC 47. Erste Erfolge erzielte er bei Meisterschaften des Westdeutschen Tischtennisverbandes WTTV. 1966 wurde er Meister bei den Jungen, 1969 siegte er im Einzel und Doppel bei den Junioren und 1979 gewann er bei den Erwachsenen den Doppelwettbewerb mit Jochen Leiß.
In den 1960er und 1970er Jahren nahm er an mehreren Deutschen Meisterschaften teil. Hier kam er auf zwei Medaillen im Doppel. Mit Wilfried Micke erreichte er 1968 das Halbfinale. 1970 stand er mit Jochen Leiß im Endspiel, das gegen Wilfried Lieck/Martin Ness allerdings verloren ging. 1976 wurde er mit VfB Altena deutscher Mannschaftsmeister.
Claus Scholz spielte mit mehreren Vereinen in der Bundesliga. Umstritten war sein Wechsel 1969 von Meiderich nach Mettmann, der sogar Gerichte beschäftigte.